# Tise
Tise, también denominado Thise, es una aldea (en danés, landsby) del municipio de Brønderslev, situado en la región de Jutlandia Septentrional, Dinamarca. Tiene una población estimada, a inicios de 2024, de 248 habitantes.

## Comunicaciones
Por Tise no pasa ninguna autopista ni carretera nacional. Al pueblo se puede acceder por la carretera local Jens Thisevej, que lo conecta con la carretera 543, que a su vez discurre entre Brønderslev, al este, y la costa, al oeste.
Tiene parada en la población la línea de autobús n.º 208 ( Brønderslev – Kås), que permite viajar a la capital municipal, situada a 10 km.
No cuenta con conexión ferroviaria. La estación de tren más cercana se encuentra en la citada Brønderslev. En ella se accede a las líneas que conectan Aalborg con Hirtshals y Skagen.
El aeropuerto de pasajeros más cercano es el aeropuerto de Aalborg, situado a 38 km.

## Demografía
| Población de Tise entre 2010 y 2024 |
|                                     |
| Fuente: Statistics Denmark.         |

A 1 de enero de 2017 vivían en la zona 243 personas, de las que 127 eran hombres y 116 mujeres. El número de habitantes se ha mantenido estable durante la década de 2010 en el entorno de las 240 personas. Tise está integrada dentro del municipio de Brønderslev y supone el 0,7% del total de su población. La densidad de población en este municipio era de 57 hab/km², muy inferior a la del total de Dinamarca, que se sitúa en 133 hab/km².
En cuanto al nivel educativo, el 26 % de la población municipal entre 25 y 64 años tenía formación primaria y secundaria; el 47 % formación profesional y el 27 % formación superior.

## Economía
Los renta media disponible por familia dentro del municipio se situaba a finales de 2015 en 223 771 Kr (29 986 Eur) anuales. Estaba en línea con los ingresos medios a nivel regional (224 324 Kr) y eran un 7 % inferiores al nivel nacional (241 339 Kr).
El nivel de desempleo se situaba en el 4,1 % para final de 2016, similar al total regional (4,6 %) y nacional (4,2 %). El sector servicios absorbía la mayor parte del empleo, superando el 70 % de los puestos de trabajo.

## Turismo
Su principal atractivo turístico es el entorno natural, muy adecuado para el senderismo. De hecho, por la zona pasa la ruta Hærvejen, que discurre entre Hirtshals y la frontera con Alemania.